# Pierre-Jean Martin de Bussy
Pour les articles homonymes, voir Pierre Martin, Martin et Bussy.
Pierre-Jean Martin de Bussy, souvent cité sous son seul nom de famille Martin de Bussy, né à Paris en 1724 et mort en 1805, est un avocat, doyen des substituts au Grand Conseil et poète français du siècle des Lumières.

## Biographie
Il est le fils de Pierre Martin de Bussy, bourgeois de Paris, marchand de draps, et de Jeanne Madeleine Regnault.
Il avait épousé le 20 juin 1757 à Paris, Marie Jeanne Narrays (1741-1768) d'une vieille famille parisienne.
Ils sont les parents de Charles Pierre Martin, vicomte de Mentque (1759-1833), conseiller du roi en son Grand Conseil, de Antoine Jean Martin de Boulancy (1766-1842), sous-préfet de Lisieux puis de Pontoise, dit le chevalier de Boulancy et de Antoine Jean Romain Martin de Saint Romain, (1767-1827) avocat, puis inspecteur des Equipages Militaires, enfin magistrat, Président de la Cour Royale de St Denis de la Réunion.

### Carrière judiciaire
Avocat, conseiller du Roy en 1747, on le voit substitut du procureur général du premier parlement Maupeou en 1771, puis Doyen des substituts au Grand Conseil en 1774.
Il demeurait en 1762 cul-de-sac Pecquet, paroisse Saint-Jean en Grève et à partir de 1767 rue du Chaume.
Avocat de l’union des créanciers de Saint-Simon, il défend celui-ci dans son litige avec l’évêque de Metz, légataire des manuscrits du duc.
Cité dans le " Catalogue des gentilhommes de l'Isle de France, Soissonnais, Valois, Vermandois qui ont pris part ou envoyé leur procuration aux assemblées de la noblesse pour l'élection des députés aux Etats Généraux de 1789"
Il est arrêté et enfermé avec deux de ses fils (Charles Pierre Martin de Mentque, conseiller au Grand Conseil, et Romain Martin de Saint Romain, inspecteur des équipages militaires) le 20 mars 1794, (30 ventôse an II) comme suspect ayant un fils émigré (son fils Antoine Jean Martin de Boulancy, officier au Régiment Royal Italien, parti rejoindre l'Armée de Condé) . Il est détenu à la prison de Port Libre (ex Abbaye de Port Royal).

## Œuvre littéraire
Magistrat cultivé et homme des lumières, Martin de Bussy avait mis en vers, à la manière d'un moderne Lucrèce, la pensée philosophique de Volney, du baron d'Holbach et de l'évhémériste stellaire Dupuis.
Cette épopée didactique, intitulée L'Éther, datant de 1794 et décrite comme philosophique et morale, honore en cinq chants et en alexandrins l'Éther identifié comme étant l'Être suprême élémentaire. Ce poème a été édité en 1796 par le grand astronome et présumé athée Lalande.
Le culte sincère de Celui-ci doit, selon cet auteur, remplacer l'hypocrisie d'une religion mal comprise et instrumentalisée par l'ordre social :
Osons donc publier que la religion
Naquit du fanatisme et de l’ambition ;
Que son unique objet, Dieu, n’est qu’une chimère,
Un fantôme impuissant, une ombre mensongère,
Qu’on ne prêche aux humains que pour les opprimer…
J'aime mieux imputer à la nécessité
Mon être et mes destins, qu'à la divinité. (Chant Ier)
Le vrai culte n'est dû qu'aux hommes vertueux;
Ils sont Dieux sur la terre, atômes dans les cieux. (Ibidem)
Nous, pratiquons le bien, aimons-le pour nous-mêmes;
Voilà des bons esprits la science suprême;
Fît-on jamais pour Dieu ce que l'on fait pour soi! (Chant V).
Dans son ode, la Nature, on peut lire ces vers décrivant sa pensée métaphysique :
Et puisqu'il n'est qu'une substance,
Disons que tout doit l'existence
À la matière, au mouvement. (Strophe IX).
Dieu, c'est le tact élémentaire.
Eh! qu'un esprit eût-il pu faire?
Il ne saurait même exister. (Strophe VIII)
Voulant concilier la science de son temps avec une religiosité nouvelle qu'elle inspire, il n'en fut pas moins classé par Sylvain Maréchal parmi les athées en compagnie de Montaigne et de tant d'autres que cet auteur taxait d'athéisme.
Actuellement l'on découvre plutôt les tendances mystiques voire orphiques de son œuvre déjà pré-romantique et annonciatrice de mutations sociales.

## Publications
- L'Éther, ou l'Être-Suprême élémentaire, poëme philosophique et moral, à priori, en V chants, Paris : Imprimerie de la rue des Petits-Augustins, 1796, in-8, 64 pages (lire en ligne sur Gallica).
- La Nature, Ode.